# كنيسة غريغور الأرمنية
كنيسة غريغور الأرمنية أو كنيسة كريكور المنور للأرمن الأرثوذوكس وهي من كنائس طائفة الأرمن في العراق وتعتبر من أجمل كنائس بغداد، وتقع في منطقة الباب الشرقي في بغداد.